# Smetto quando voglio (programma televisivo)
Smetto quando voglio è stato un programma televisivo italiano, andato in onda su Italia 1 in seconda serata nell'autunno 2003 e condotto da Fabio Volo.
Il titolo della trasmissione è tratto dalla nota frase Smetto quando voglio pronunciata da tossicodipendenti e fumatori, attribuita in questo caso al conduttore in riferimento alla televisione, da lui considerata una "droga".

## Il programma
Il varietà, condotto da Fabio Volo, è andato in onda per otto puntate in seconda serata su Italia 1 a partire dal 14 ottobre 2003, con cadenza settimanale. Si trattava di un one-man show, durante il quale il conduttore si esibiva in balli, canzoni, improvvisazioni e sketch comici. Durante la trasmissione, Volo si impegnava in diverse interviste a personaggi famosi, come Vasco Rossi, Pietro Taricone, Federica Fontana, Valentino Rossi, Giorgia Palmas e Paolo Limiti, e realizzava servizi esterni ironici con la partecipazione di alcuni personaggi noti, tra cui Ambra Angiolini e Cristina Parodi.
Gli autori del programma erano lo stesso Fabio Volo insieme a Davide Parenti, Paola Costa, Max Ferrigno, Filippo Casaccia, Roberto Marcanti e Franco Stradella, con la collaborazione di Stefano Monticelli e Michele De Pirro mentre la regia era affidata a Massimo Fusi.
Il programma è stato replicato tra il 2010 e il 2011 sul canale digitale Mediaset Extra.